# 李養志
李養志（1575年—1525年），字端向，號聶許，直隸永年（今河北）人，明朝官员，萬曆甲辰進士，官至大理寺丞。

## 生平
萬曆二十五年（1597年）丁酉科順天鄉試第三十五名舉人，三十二年（1604年）甲辰科三甲一百二十九名進士，刑部觀政，本年授館陶縣知縣，調章丘縣知縣，三十八年考选，四十年授陕西道監察御史，差管皇城四门，四十二年任巡漕御史，四十四年巡按陝西，治理貪吏，四十六年养病，不久丁憂。
天啓元年（1621年）起補廣東道御史，巡视京营，三年升官至大理寺丞，四年养病，五年起大理寺左寺丞，卒于官。

## 軼事
李養志任章丘縣知縣時，曾與鄰縣鄒平縣知縣王點相見，李養志問王點：“足下以何年生？”王點說：“乙亥。”王點也用相同問題問李養志，李養志回說：“亦乙亥。”王點於是便笑著跟李養志說：“某是鄒平一害，兄便是章丘一害。”

## 家庭
曾祖李琇。祖父李時，壽官。父李郁，庠生。兄李養沖。